# カルロ・マロケッティ
カルロ・マロケッティ（Carlo Marochetti、1805年1月14日 - 1867年12月29日）はイタリア生まれのフランスの彫刻家である。パリで育ち、フランスやイギリスで働いた。名前はフランス風にシャルル(Charles Marochetti)と呼ばれることもある。

## 略歴
ナポレオン・ボナパルトの支配によってイタリア北部が、イタリア共和国 (1802年-1805年)やイタリア王国 (1805年-1814年)であった時代のトリノで生まれた。父親がナポレオンの政府の役人になり、家族とパリに移り、フランスの市民となった 。マロケッティはリセ・ナポレオンで学び、その後パリのエコール・デ・ボザールに入学しフランソワ＝ジョゼフ・ボジオに彫刻を学び、画家のアントワーヌ＝ジャン・グロにも学んだ 。
1820年代にはローマをしばしば訪れ、ローマで活動していたフランソワ＝ジョゼフ・デュレやアントワーヌ・エテックス、ベルテル・トルバルセンといった彫刻家からも学んだ。1829年からサロン・ド・パリに出展を始め、何度か賞を得た。
1830年代、1840年代の主な仕事としては、他の多くの彫刻家とともにエトワール凱旋門の装飾彫刻の制作者に選ばれ、「ジュマップの戦い」のレリーフを担当し、マドレーヌ寺院のマグダラのマリアの像の制作などがある。トリノのサンカルロ広場のサヴォイア公、エマヌエーレ・フィリベルトのモニュメントも制作した。
父親が亡くなると、パリ近くのヴォー＝シュル＝セーヌの邸を相続し、1846年にヴォー＝シュル＝セーヌの市長になった。
1848年の2月革命で王政が倒れ、国王ルイ・フィリップがイギリスに亡命すると、マルチェッティもロンドンに亡命した。その後の生涯の大部分をイギリスで活動し、ウェストミンスター寺院のリチャード1世像などを制作した。
1861年にロイヤル・アカデミー・オブ・アーツの準会員に選ばれ、1866年に正会員に選ばれた。

## 作品

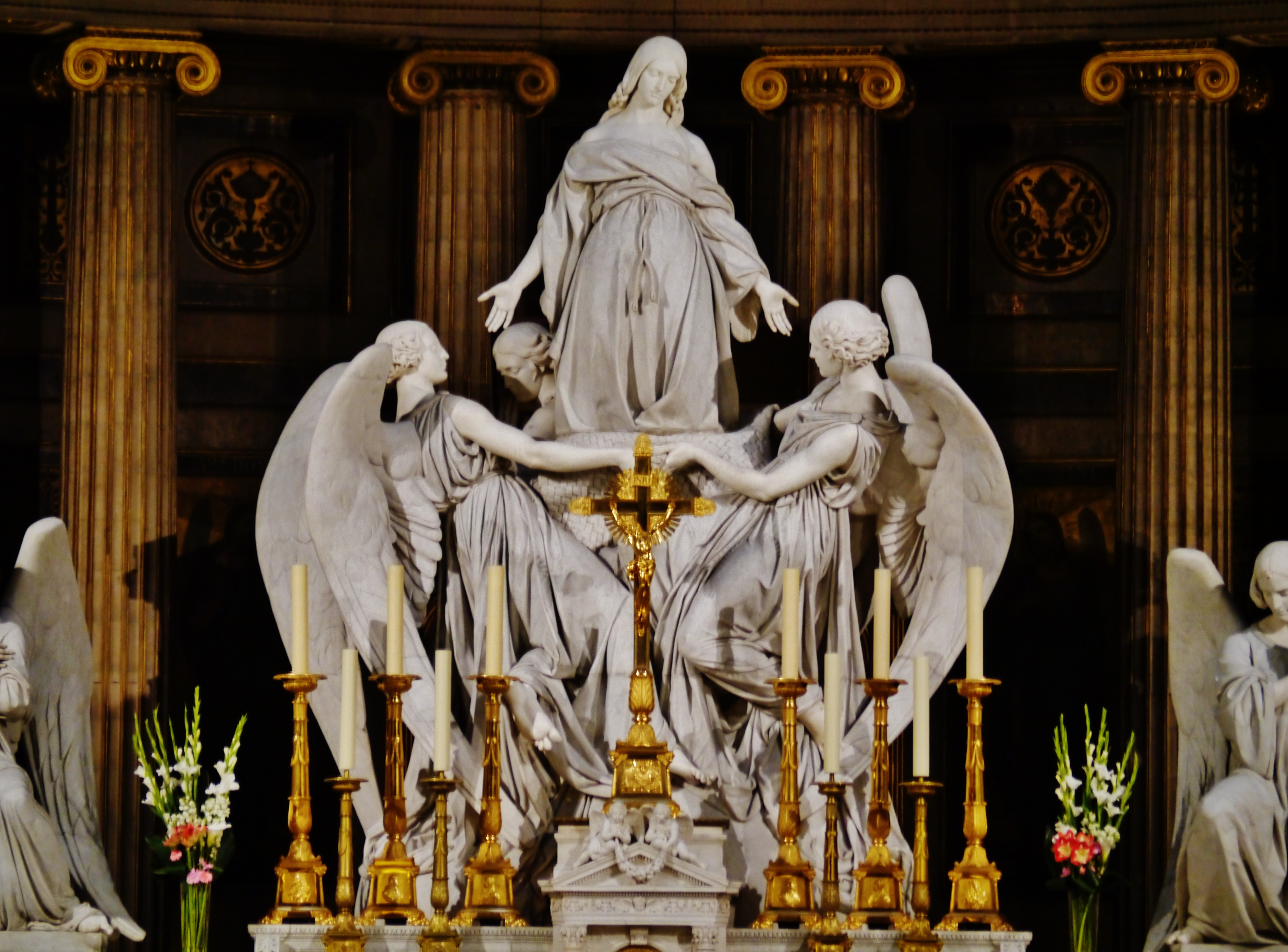
マドレーヌ寺院のマグダラのマリアの像
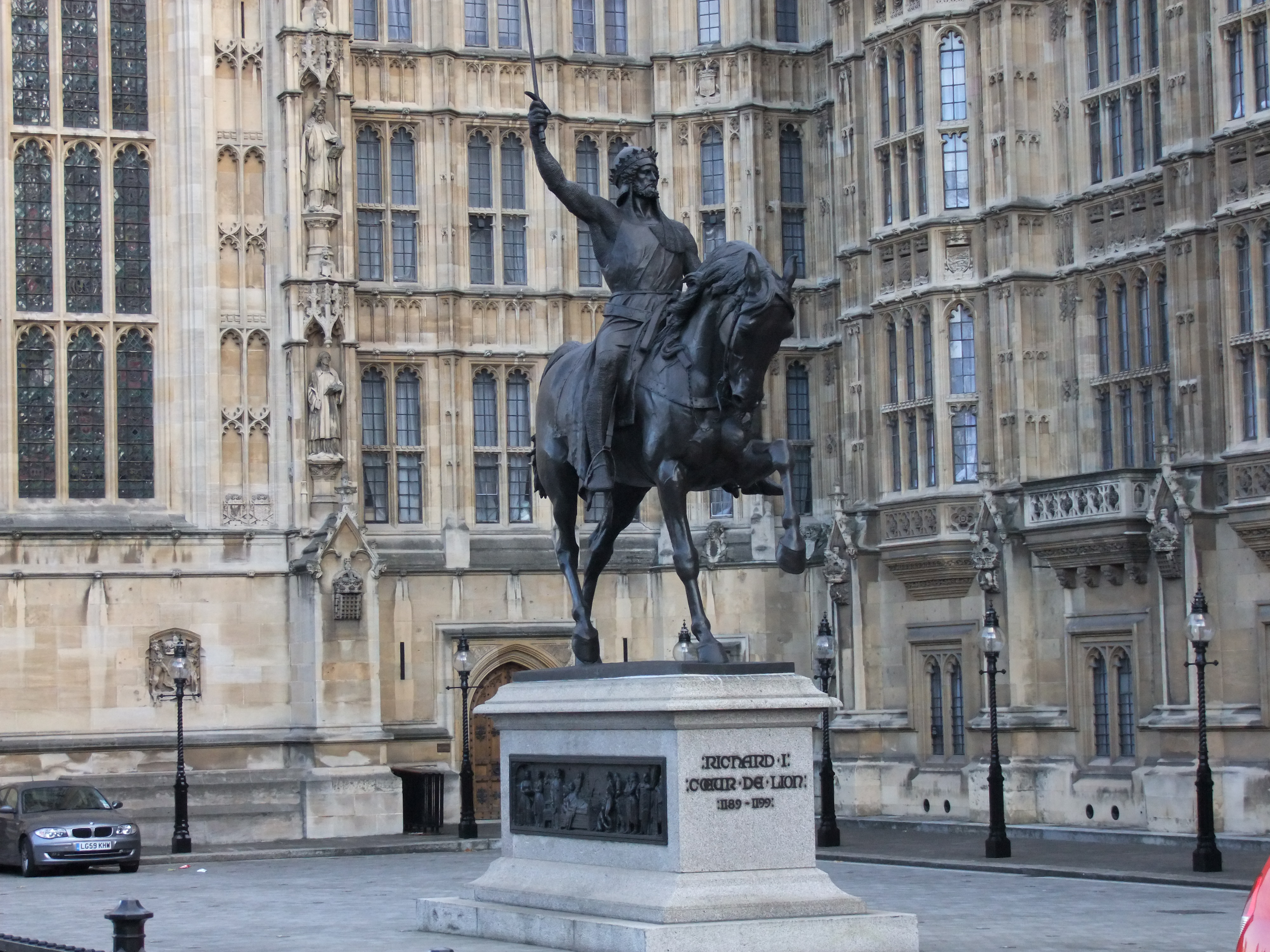
ウェストミンスター寺院のリチャード1世像
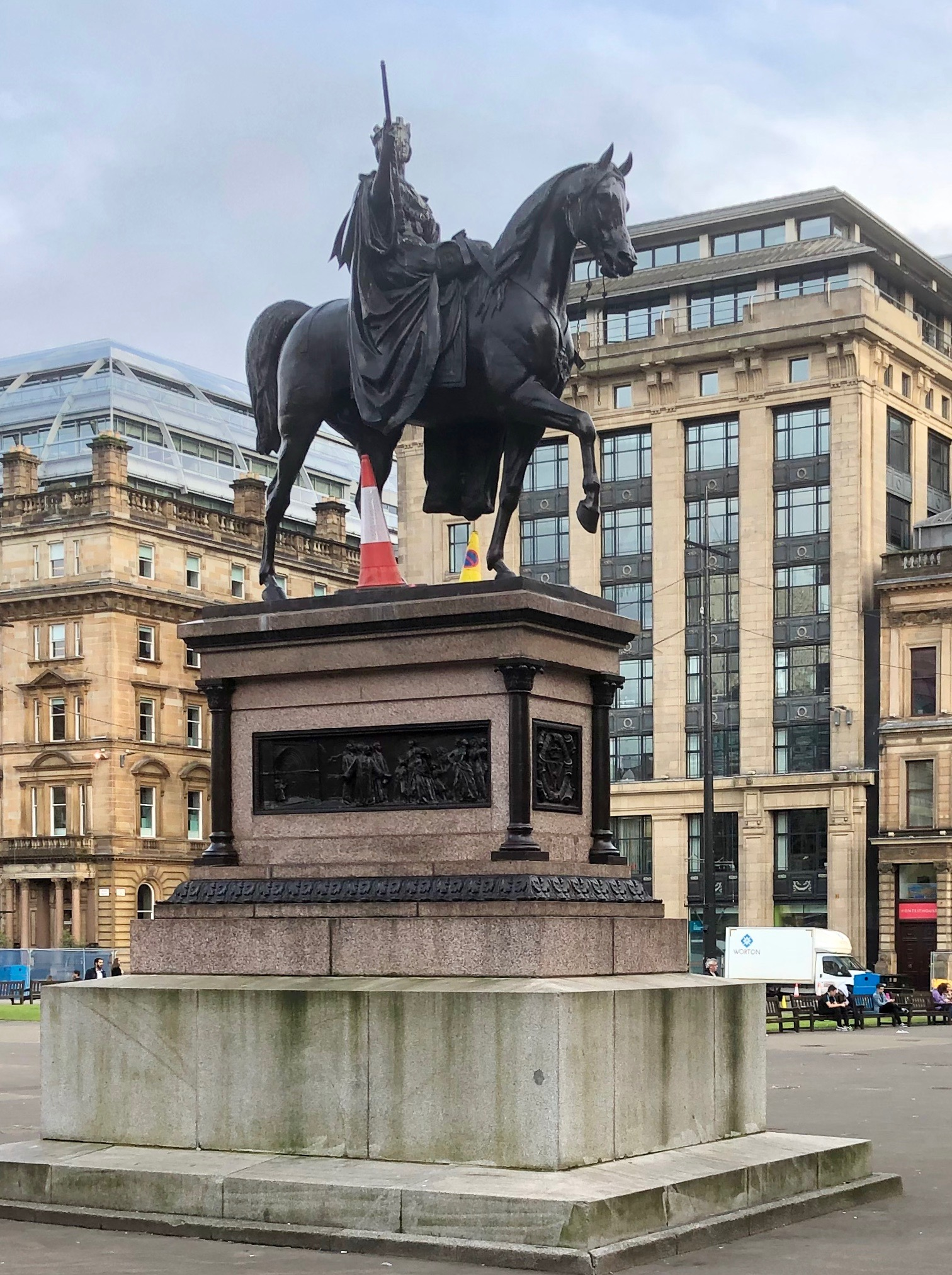
グラスゴーのビクトリア女王の騎馬像
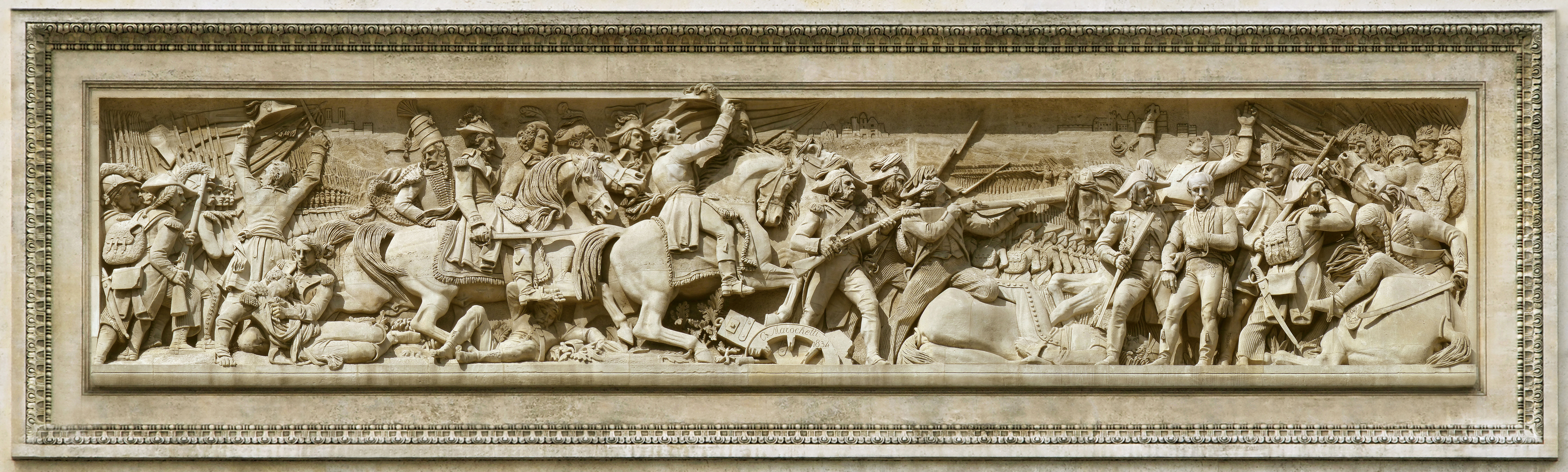
エトワール凱旋門のレリーフ